# Dub and Peter
Dub and Peter est un manga publié par Shūeisha dans le magazine V Jump entre 1992 et 1993 et édité en français en 1998 par Glénat dans Histoires courtes d'Akira Toriyama volume 3.

## Histoire
Dub cherche à être populaire auprès des filles. Il demande à Peter de mettre au point une voiture révolutionnaire pour draguer. Avec ce bolide, il va tenter de sauver une jeune fille des griffes de Lord Asateasu...  